# Tragocephala guerinii
Tragocephala guerinii är en skalbaggsart som beskrevs av White 1856. Tragocephala guerinii ingår i släktet Tragocephala och familjen långhorningar.
Artens utbredningsområde är:
- Angola.
- Benin.
- Gabon.
- São Tomé och Príncipe.
- Nigeria.

Inga underarter finns listade i Catalogue of Life.